# Kafka Society of America
Die Kafka Society of America ist eine wissenschaftliche Gesellschaft, die sich der Erforschung des Werks und der Zeitumstände von Franz Kafka sowie der Bibliographie von kafkabezogener Primär- und Sekundärliteratur widmet. Sie wurde 1975 von Maria Luise Caputo-Mayr (1935–2025) in San Francisco gegründet und hat seit 2001 ihren Sitz in New York City.
Die Gesellschaft hat seit 1975 gemeinsam mit der Modern Language Association (MLA) jährlich Treffen organisiert, die das gesamte Spektrum der Kafka-Forschung umfassen. Diese sind nicht nur ein Forum für namhafte Spezialisten, sondern waren auch besonders als Podium für den wissenschaftlichen Nachwuchs gedacht.

## Journal of the Kafka Society of America (JKSA)
Die Gesellschaft veröffentlicht das Journal of the Kafka Society of America (von 1977 bis 1983 unter dem Titel Newsletter of the Kafka Society of America), die weltweit einzige Kafka und seiner Zeit gewidmete Zeitschrift. Herausgeber sind Maria Luise Caputo-Mayr und Julius Michael Herz (bis 2001 an der Temple University in Philadelphia und seit 2001 in New York).
Die Zeitschrift veröffentlicht die auf den jährlichen MLA-Conventions gehaltenen Vorträge sowie freie Einsendungen, Bibliographien und Rezensionen von Kafkapublikationen u. a.